# Giulia Mafai
Giulia Mafai (Roma, 13 gennaio 1930 – Roma, 26 settembre 2021) è stata una costumista e scenografa italiana.

## Biografia
Sorella di Miriam Mafai e Simona Mafai, nonché terza e ultima figlia della coppia di Mario Mafai e Antonietta Raphaël, intraprese la carriera di costumista e scenografa nel 1950, firmando alcuni tra i più noti film italiani. Lavorò con registi e attori del calibro di Vittorio De Sica, Mario Monicelli, Sophia Loren, Marcello Mastroianni, Elliott Gould, Harvey Keitel, Keith Carradine. Fu l'ideatrice e curatrice del Laboratorio del Carnevale di Venezia dal 1978 al 1985. Collaborò con il Pioniere tra il 1950 e 1951 pubblicando testi, illustrazioni e fumetti tra cui Sambo (1951), Conoscete gli animali? (1951) e Il re detto orecchie d'asino (1951).
Nella scultura del '36 Le tre sorelle, viene ritratta assieme alle sue sorelle, dove Simona legge mentre Giulia e Miriam ascoltano. Tale opera assume rilevanza poiché donata alla Fondazione Museo della Shoah.

## Opere
- Storia del costume dall'età romana al Settecento, Skira, 2011, ISBN 978-88-6130-594-6.
- La ragazza con il violino, collana Storie Skira, Skira, 2012, ISBN 978-88-572-1396-5.
- Agenda Rossa, Vanda Edizioni, 2022, ISBN 978-88-6899440-2.

## Filmografia
- Anna, regia di Alberto Lattuada (1951)
- La figlia del diavolo, regia di Primo Zeglio (1952)
- Un eroe dei nostri tempi, regia di Mario Monicelli (1955)
- La risaia, regia di Raffaello Matarazzo (1956)
- Una pelliccia di visone, regia di Glauco Pellegrini (1956)
- Caporale di giornata, regia di Carlo Ludovico Bragaglia (1958)
- Tuppe tuppe, Marescià!, regia di Carlo Ludovico Bragaglia (1958)
- Io, mammeta e tu, regia di Carlo Ludovico Bragaglia (1958)
- Il pirata dello sparviero nero, regia di Sergio Grieco (1958)
- Femmine di lusso, regia di Giorgio Bianchi (1960)
- La ciociara, regia di Vittorio De Sica (1960)
- La vendetta di Ercole, regia di Vittorio Cottafavi (1960)
- Il giudizio universale, regia di Vittorio De Sica (1961)
- Gli incensurati, regia di Francesco Giaculli (1961)
- Il commissario, regia di Luigi Comencini (1962)
- Appuntamento in Riviera, regia di Mario Mattoli (1962)
- Il processo di Verona, regia di Carlo Lizzani (1962)
- Altissima pressione, regia di Enzo Trapani (1965)
- I quattro inesorabili, regia di Primo Zeglio (1965)
- Questi pazzi, pazzi italiani, regia di Tullio Piacentini (1965)
- Questo pazzo, pazzo mondo della canzone, regia di Bruno Corbucci e Giovanni Grimaldi (1965)
- Viale della canzone, regia di Tullio Piacentini (1965)
- 008 operazione ritmo, regia di Tullio Piacentini (1965)
- Yankee, regia di Tinto Brass (1966)
- Gli altri, gli altri... e noi, regia di Maurizio Arena (1967)
- Le due facce del dollaro, regia di Roberto Bianchi Montero (1967)
- Tom Dollar, regia di Marcello Ciorciolini (1967)
- Quarta parete, regia di Adriano Bolzoni (1968)
- Stasera Fernandel, regia di Camillo Mastrocinque - serie TV (1968)
- La prima notte del dottor Danieli, industriale, col complesso del... giocattolo, regia di Giovanni Grimaldi (1970)
- Amici miei, regia di Mario Monicelli (1975)
- Ritornano quelli della calibro 38, regia di Giuseppe Vari (1977)
- Sette ragazze di classe, regia di Pedro Lazaga (1979)
- Il caso Graziosi, regia di Michele Massa (1981) - film tv
- La casa stregata, regia di Bruno Corbucci (1982)
- L'inchiesta, regia di Damiano Damiani (1986)
- La passione di Giosuè l'ebreo, regia di Pasquale Scimeca (2005)

## Interviste a Giulia o su Giulia
- Morena Moretti, intervista a Paola Pallottino su Giulia Mafai, in Radio Città Fujiko, 3 dicembre 2017, registrazione (da 13' 50'' a 18' 00'').[4]
- Morena Moretti, Giulia Mafai , in Radio Città Fujiko, 17 giugno 2018, registrazione (da 14' 35'' a 19' 31'').[5]
- Morena Moretti, Giulia Mafai, in Radio Città Fujiko, 3 febbraio 2019, registrazione (da 1' 10'' a 8' 20'').[6]